# Symplocos schomburgkii
Symplocos schomburgkii är en tvåhjärtbladig växtart som beskrevs av Johann Friedrich Klotzsch och A. Brand. Symplocos schomburgkii ingår i släktet Symplocos och familjen Symplocaceae. Inga underarter finns listade i Catalogue of Life.